# Dänische Badminton-Mannschaftsmeisterschaft 2024/25
In der Dänischen Badminton-Mannschaftsmeisterschaft 2024/25 siegte im Finale Vendsyssel BK.

## Vorrunde
| Platz | Team                   | Spiele | Siege | Score | Sätze  | Punkte |
| ----- | ---------------------- | ------ | ----- | ----- | ------ | ------ |
| 1     | Højbjerg/Via Biler     | 9      | 9     | 55-26 | 118-62 | 78     |
| 2     | Vendsyssel BK          | 9      | 6     | 57-24 | 124-62 | 78     |
| 3     | Skovshoved IF          | 9      | 7     | 51-30 | 110-75 | 71     |
| 4     | Solrød Strand BK       | 9      | 5     | 45-36 | 98-84  | 62     |
| 5     | Hvidovre BC            | 9      | 5     | 45-36 | 105-85 | 61     |
| 6     | RSL Odense OBK         | 9      | 4     | 41-40 | 94-94  | 53     |
| 7     | Team Skælskør-Slagelse | 9      | 4     | 37-44 | 86-98  | 45     |
| 8     | Værløse BK             | 9      | 3     | 34-47 | 78-107 | 42     |
| 9     | Gentofte BK            | 9      | 2     | 34-47 | 86-108 | 41     |
| 10    | Triton Aalborg         | 9      | 0     | 6-75  | 28-152 | 6      |

## Spiel um Platz 3
- RSL Odense OBK - Solrød Strand BK 6:3

## Finale
- Vendsyssel BK - Højbjerg/Via Biler 5:1